# Xinyi (Jiangsu)
Xinyi is een stad en een arrondissement in de prefectuur Xuzhou in het noorden van de Chinese provincie Jiangsu. Bij de volkstelling van 2020 had de stad zelf 549.911 inwoners, het arrondissement had 969.922 inwoners.